# Widlicz spłaszczony

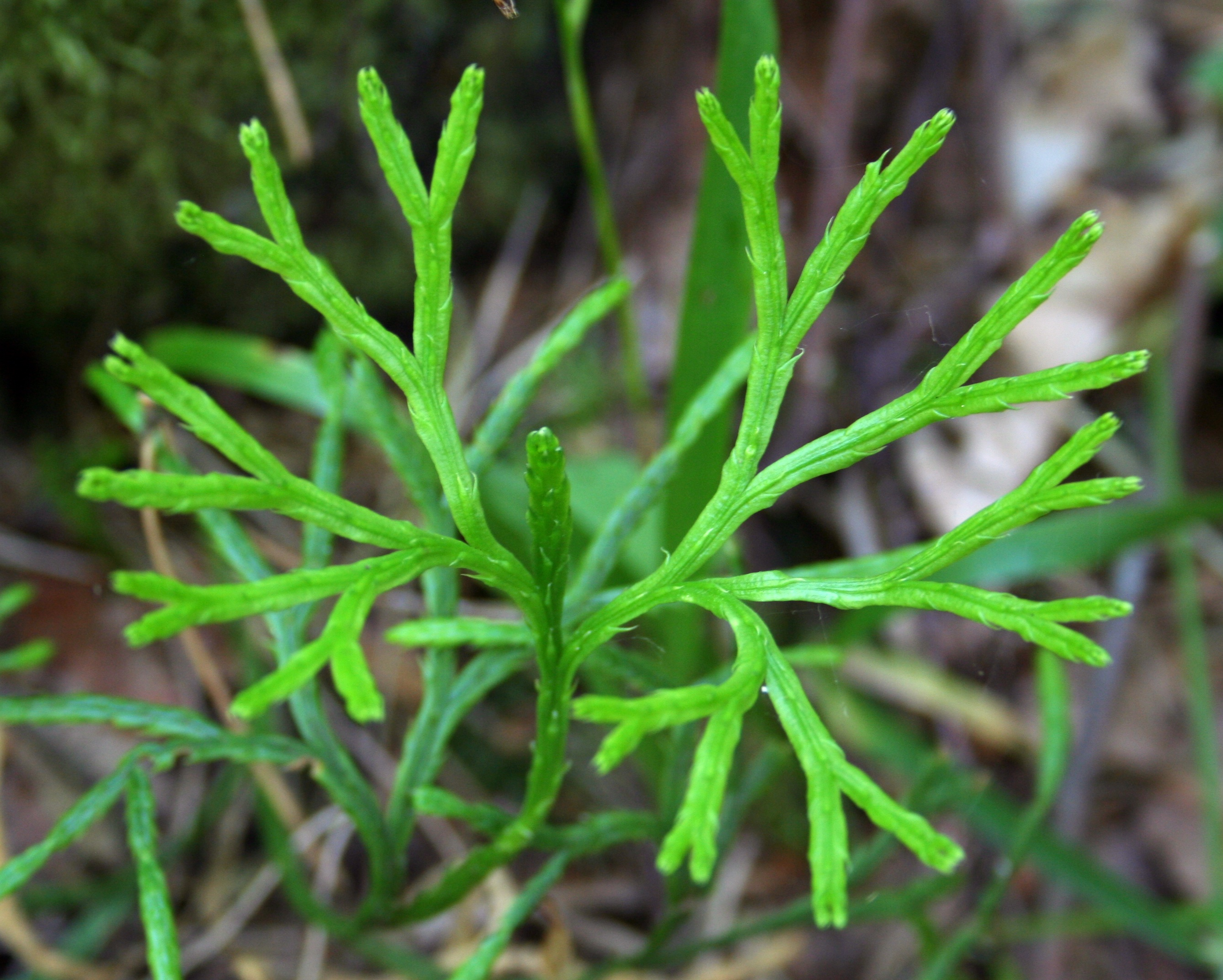
Pędy widlicza spłaszczonego

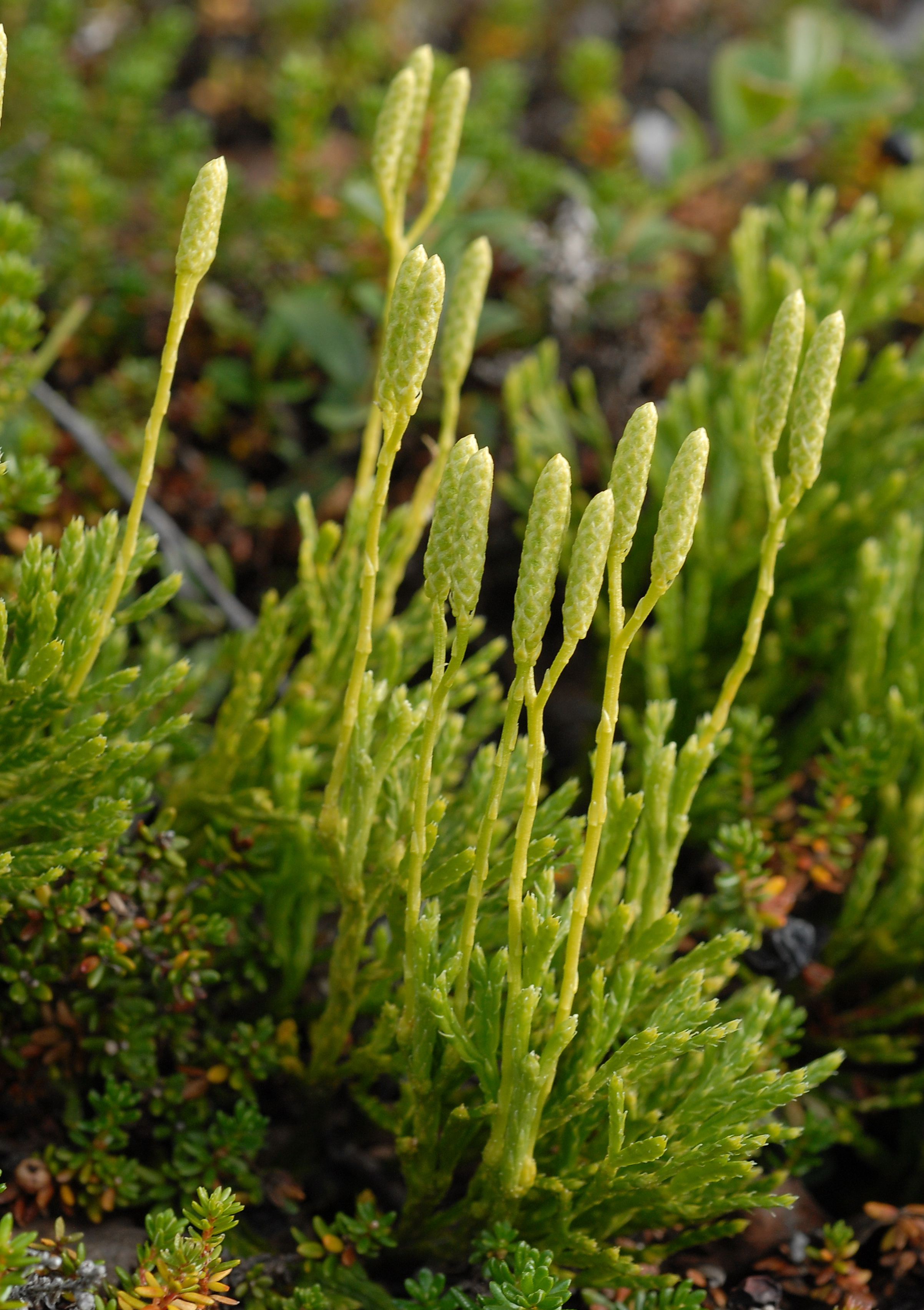
Kłosy zarodnionośne

Widlicz spłaszczony, widłak spłaszczony, zeglej spłaszczony (Diphasiastrum complanatum) – gatunek byliny  należący do rodziny widłakowatych. Występuje w środkowej i północnej Europie, w północnej i zachodniej Ameryce Północnej, w Małej Azji i niektórych innych rejonach Azji. W Polsce na całym terenie, ale jest rośliną rzadką, szczególnie na nizinach.

## Morfologia
PędGłówny pęd  czołgający się nad ziemią, lub płytko pod ziemią, o długości ok. 1 m. Wyrastają z niego dychotomicznie, wielokrotnie rozwidlone pędy nadziemne osiągające wysokość do 40 cm. Odcinki końcowe pędów wachlarzowato rozpostarte, o grzbietobrzusznej symetrii. Ich grzbietowa strona ma kolor trawiastozielony, nie jest pokryta woskiem. Pędy zewnętrznie podobne do gałązek cyprysu.
LiścieLiście ustawione parami, na krzyż. Boczne liście wyraźnie odstające, liście na spodniej stronie pędów bardzo małe (ok. 0,2 średnicy pędu).
Kłos zarodnionośnyKłosy z liśćmi zarodnionośnymi na długim trzonku, w liczbie od 2-6. Liście zarodnikonośne bardzo szerokie, okrągławe, krótko zaostrzone, nagie z błoniastym brzegiem. Zarodnikuje od lipca do września.

## Biologia i ekologia
Biotop, wymaganiaPreferuje lasy iglaste, górskie. W klasyfikacji zbiorowisk roślinnych gatunek charakterystyczny dla Cl. Dicrano-Pinion.
Roślina trującaCała roślina ma własności trujące. Zawiera trujące alkaloidy:  annotynę, likopodynę.

## Zagrożenia i ochrona
Gatunek był objęty w Polsce ochroną ścisłą w latach 1946–2014. W rozporządzeniach do 1983 roku włącznie zaliczano go do rodzaju widłak (Lycopodium), podobnie jak wszystkich innych polskich przedstawicieli rodziny widłakowatych (Lycopodiaceae). Od 2014 roku podlega częściowej ochronie gatunkowej. Roślina rzadka. Umieszczona na polskiej czerwonej liście w kategorii VU (narażony).

## Zastosowanie
Dawniej zarodników widłaków używano do produkcji zasypki dla niemowląt, zasypki na rany, otaczania pigułek z lekarstwem. W lecznictwie ludowym był wykorzystywany do zwalczania wszy i innych pasożytów.
Ponieważ zarodniki są bardzo łatwopalne, dawniej używano ich do wywoływania efektów specjalnych w teatrach, a także do czyszczenia kominów. Zarodników widłaków używano także w odlewnictwie do wysypywania form odlewniczych dzwonów.